# Sorato Anraku
Sorato Anraku, född 13 november 2006 i, är en japansk sportklättrare.

## Karriär
Vid VM 2023 tog Anraku silver i lead. Han har dessutom vunnit fem världscuptävlingar.  Han är kvalificerad att delta i OS 2024.